# Vincenzo Carollo
Vincenzo Carollo (Castelbuono, 8 décembre 1920 – Palerme, 7 février 2013) est un homme politique italien, ancien président de la Région sicilienne et sénateur. 

## Biographie
Diplômé en lettres, il devient assistant d'ethnologie à l'Université de Palerme.
Secrétaire provincial du DC de Palerme, il est élu député à l' Assemblée régionale sicilienne sur la liste DC en 1955. Réélu en 1959, il entre au gouvernement régional en 1960 comme conseiller pour l'agriculture de Benedetto Majorana della Nicchiara, puis pour le Travail de 1961 à 1964 sous Giuseppe D'Angelo, et pour les Autorités locales jusqu'en 1967, dans les trois gouvernements de Francesco Coniglio. Dans cette dernière fonction, il tente de lutter contre la spéculation immobilière dans l'île, en incitant les communes à adopter des règles d'urbanisme et de construction. Il autorise également l'embauche massive de fonctionnaires sans concours. 
A l'issue des Élections régionales de 1967, et après un bref gouvernement centriste conduit par Vincenzo Giummarra, il est élu président de la Région sicilienne le 29 septembre 1967. Il dirige deux gouvernements, jusqu'au 26 février 1969.  
Le premier dure sept mois durant lesquels, malgré les nombreux conflits au sein de la coalition DC-PSI-PSDI-PRI, il fait voter par l'assemblée la fin du scrutin secret pour le vote du budget, qui a régulièrement fait chuter des juntes siciliennes auparavant. Il fait voter un plan d'assistance et de reconstruction une semaine après le tremblement de terre de janvier 1968 dans la vallée du Belice mais doit également gérer les critiques contre l'inorganisation des secours et l'inefficacité de l'assemblée sicilienne devant laquelle des sinistrés viennent en nombre à Palerme réclamer des aides. Le gouvernement tombe après la démission en avril 1968 du ministre républicain Diego Giacalone, chargé de l'Instruction publique, qui conteste le montant des dépenses régionales. Il est réélu le 23 avril au quatrième tour de scrutin, par 47 voix sur 87, à la tête d'un second gouvernement, identique au précédent hormis Giacalone, remplacé par le DC Giuseppe Sammarco. Il négocie avec Fiat la construction d'une usine à Termini Imerese.
Réélu à l'ARS en 1971 pour la cinquième fois, il démissionne le 7 mars 1972 pour se présenter au Sénat de la République où il est élu sénateur au collège des Madonie (Termini-Cefalù), de la sixième à la neuvième législature.
Au prétexte d'une de ses questions parlementaires en 1977 sur le comportement de la Banque d'Italie, une enquête judiciaire est lancée contre le vice directeur Mario Sarcinelli et le gouverneur Paolo Baffi, qui sont arrêtés en 1979 avant d'être disculpés. 
Carollo démissionne du Sénat en 1986.
Il a été maire de Castelbuono, de 1969 à 1983 puis de 1989 à 1990. 
Son nom figure sur la liste des membres de la loge P2 (Palerme, 295).
Peu avant son retrait de la vie publique, il dénonce dans deux entretiens, au Corriere della Sera et à la RAI, le « poids énorme » de la mafia sur la vie politique sicilienne.